# Primeiro Triunvirato

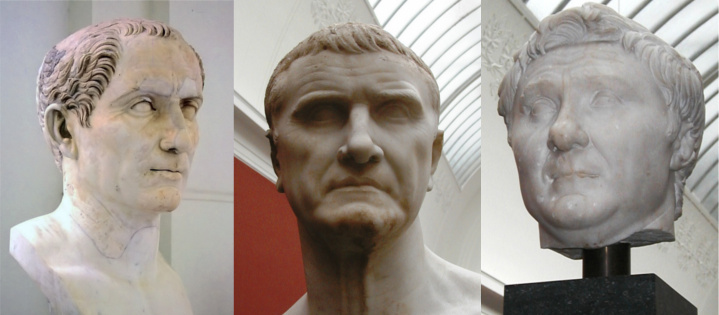
Da esquerda para a direita: Júlio César, Crasso e Pompeu.

O Primeiro Triunvirato foi uma aliança política informal estabelecida em 60 a.C., na República Romana, entre Júlio César, Pompeu, o Grande e Marco Licínio Crasso, que haveria de se prolongar até 53 a.C..
Em Roma, o início da década de 50 a.C. foi marcado pela união de três homens: Júlio César - acabado de ser eleito cônsul; Pompeu - extremamente popular junto dos cidadãos devido às suas conquistas militares, mas desprezado pela classe senatorial pela falta de sangue azul da sua família; Crasso - considerado o homem mais rico de Roma, mas a quem faltava influência política. Uma vez que César não tinha aliados políticos, Pompeu não conseguia obter terras de cultivo para os veteranos das suas legiões e Crasso não era levado a sério na sua ideia de conquistar o Império Parta, os três juntaram-se para unir esforços.
Ao contrário do Segundo Triunvirato, este acordo era informal e não continha nenhum valor jurídico. A única transacção efectuada foi a de Júlia Cesaris, filha de César, que se tornou mulher de Pompeu num casamento que haveria de se revelar feliz.
Durante o seu consulado em 59 a.C., César legislou terras para os soldados de Pompeu, apesar de forte contestação da facção conservadora do senado, e leis que favoreciam os negócios de Crasso. Em troca, obteve o apoio de Pompeu para conseguir o governo da Gália e iniciar a conquista de toda a região (Guerras Gálicas). Em 55 a.C., Pompeu e Crasso foram eleitos cônsules em parceria e prolongam o poder de César na Gália por mais cinco anos. Crasso assegurou ainda os fundos e legiões para a tão desejada campanha persa.
No ano seguinte, a morte de Júlia enfraqueceu a relação entre Pompeu e César e, em 53 a.C. Crasso foi morto pelos partas na Batalha de Carras. Sem mais nada a uni-los, Pompeu e César desfazem a aliança e transformam-se em inimigos.

## Formação
Contexto
Crasso, Pompeu e César estavam enfrentando obstáculos junto ao senado romano, especialmente em relação à facção dos Optimates. A aliança entre os três teve como objetivo aumentar seus poderes políticos para superarem tais barreiras impostas por inimigos políticos. 
Não há consenso sobre quando exatamente a aliança se formou, sendo debatido se isso ocorreu antes ou depois da eleição de César ao Consulado romano de 59 A.C.. Plutarco, Tito Lívio e Apiano colocam que ela ocorreu antes das eleições enquanto Dião Cássio, Suetónio e Marco Veleio Patérculo escrevem que a aliança se deu depois do processo eleitoral. Independentemente da existência ou não da aliança tríplice, é certo que Crasso e Pompeu apoiaram a candidatura de César ainda que possivelmente de forma independente. 
Pompeu
Pompeu havia retornado de sua bem sucedida campanha no leste durante a Terceira Guerra Mitridática e necessitava de terras para recompensar seus veteranos. Realizou diferentes movimentos políticos com o objetivo de alcançar tal fim, mas viu seus planos serem seguidamente frustrados por senadores rivais, sobretudo Catão, o Jovem, Quinto Cecílio Metelo Céler e, em certo momento, seu desafeto pela alteração de comando na guerra contra Mitrídates VI do Ponto, Lúculo. A oposição a Pompeu vinha da sua questão com Lúculo, mas também por conta de seu divórcio com Múcia Tércia e, especialmente, pelo medo que seu crescente poder despertava na aristocracia romana tradicional. Tendo seus aliados políticos como Marco Púpio Pisão Frúgio Calpurniano e Lúcio Afrânio sendo pouco efetivos, necessitava de novos companheiros. Vale notar que até mesmo Crasso, antes da formação do triunvirato, agiu para impedir os assentamentos desejados por Pompeu.
Crasso
Crasso, tido como o mais rico entre todos os romanos, tinha enquanto seus clientes muitos homens de negócio membros da Ordem equestre. Frente às consequências da Terceira Guerra Mitridática, muitos desses cobradores de impostos reivindicaram uma reconsideração de seus contratos, o que muito interessava a Crasso. Nomes como os de Cícero e Céler foram adversários dessa medida e Crasso necessitava de mais poder para fazê-la passar. Contudo, provavelmente Crasso possuía interesses para com a aliança tripla que iam além dessa mera questão (a campanha contra o Império Parta ainda não estava em seu horizonte).
César
Mesmo sendo Pontífice máximo e voltando de um governo na Hispânia, César era o menos poderoso (e mais jovem) dos três homens. Já possuía ligações com os outros dois triúnviros: César se via em débito com Crasso que financiou e apoiou sua carreira política bem como se mostrou um apoiador de Pompeu em diferentes questões na década precedente. Retornando de seu governo, abdicou da possibilidade de um Triunfo romano para concorrer ao consulado, tendo sido negado sua candidatura in absentia pelo senado, sobretudo pela ação de seu mais poderoso inimigo: Catão, o Jovem. Catão também minou o poder consular que estava em mãos de César especialmente no que diz respeito à obtenção de grandes campanhas militares e conseguiu eleger como seu par consular Marco Calpúrnio Bíbulo, genro de Catão e desafeto pessoal de César. Seja antes ou depois de empossado como cônsul, César precisava de aliados para conseguir extrair frutos de sua posição. Sendo assim, decidiu ser o intermediário para unir os até então inimigos (apesar de cooperação passada em 70 a.C.) Crasso e Pompeu no triunvirato junto a si.